# Asplenium fawcettii
Asplenium fawcettii är en svartbräkenväxtart som beskrevs av Jenm. Asplenium fawcettii ingår i släktet Asplenium och familjen Aspleniaceae. Inga underarter finns listade.